# عقد 200

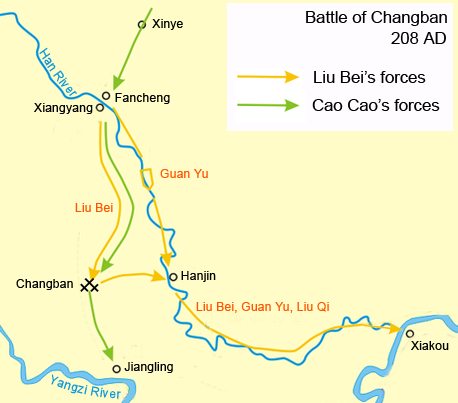
صورة تظهر سير قوات القائد ليو باي (الأصفر) وسير قوات القائد تساو تساو (الأخضر) في معركة تشانغبان

عقد 200 هو عقد امتد بين 1 يناير 200 و31 ديسمبر 209 بحسب التقويم الميلادي. سبقه عقد 190 ولحقه عقد 210.

## أحداث
- معركة المنحدرات الحمراء (208)

## مواليد
- فيليب العربي (204)
- سيفيروس ألكسندر (208)
- أفلوطين (205)
- تريبونيانوس غالوس (206)
- أباسخيرون القليني (201)
- تيموثاوس و مورا (201)
- ديكيوس (201)
- ديوفانتوس الإسكندري (201)
- إميليانوس (207)
- سيما شي (208)
- إيل جبل (203)

## وفيات
- إيرينيئوس (202)
- أباسخيرون القليني (201)
- تايشي تسي (206)
- يوان شاو (202)
- هوا تو (208)

## كتب
- Yves Denis Papin (1998). Chronologie de l'histoire ancienne. Lieu de publication non identifié: Éditions Jean-paul Gisserot. ISBN:2-87747-346-5. OCLC:40746926. مؤرشف من الأصل في 2022-03-16.
- موسوعة حضارة العالم (2002) لأحمد محمد عوف.

## روابط خارجية
- تصفح سنة بسنة عقد 200 على موقع onthisday.com
- تصفح سنة بسنة عقد 200 ابتداءً من سنة عقد 200 على موقع المكتبة الوطنية الفرنسية